# ادیسه کره‌ای
ادیسهٔ کره‌ای (به کره‌ای: 화유기; لاتین‌نویسی اصلاح‌شده: Hwayugi؛ انگلیسی: A Korean Odyssey) یک مجموعهٔ تلویزیونی فانتزی محصول کره جنوبی در سال ۲۰۱۷ با بازی لی سونگ گی، چا سونگ وون، اوه یون سو، لی هونگ-کی و جانگ گوانگ است. این درام که توسط خواهران هونگ نوشته شده است، اسپین‌آف مدرن رمان کلاسیک چینی قرن شانزدهم، سفر به غرب است.

## خلاصه داستان
در سال ۲۰۱۷، سون اوه گونگ (لی سونگ گی) و وو ما وانگ (چا سونگ وون) در تعارض با یکدیگر هستند زیرا آن‌ها به دنبال نور واقعی در یک دنیای تاریک هستند که در همه جای آن شرارت‌ها وجود دارد. از آنجا، سون اوه گونگ نقش حمایتی خود را نسبت به جین سون می (اوه یون سو)، همان دختر کوچکی که سال‌ها پیش با او آشنا شده بود، محدود کرد. به مناسبت داشتن یک قرارداد از ۲۵ سال پیش با جین سون می، سون می قادر بود که از سون اوه گونگ تقاضای کمک کند، در قبال بخشیدن آزادی سون اوه گونگ به او. (بدین ترتیب) این دو در مصافی سرنوشت‌ساز دوباره با هم دیدار کردند.

## بازیگران

### اصلی
- لی سونگ گی در نقش سون اوه گونگ حکیم بزرگ برابر با بهشت (براساس سون ووکونگ)[۴]
- چا سونگ وون در نقش وو هی / وو ما وانگ (براساس بول دمون کینگ)[۵][۶]
- اوه یون سو در نقش جین سون می/سام جانگ (براساس تان سانزانگ)[۷]
  - کال سو وون در نقش کودکی جین سون-می
- لی هونگ-کی در نقش پی. کی/جو پال گه (براساس ژو باجیه)[۸]
- جانگ گوانگ در نقش یون ده شیک/سا اوه جونگ (براساس شا ووجینگ)[۹]

### مکمل
- لی سه یونگ در نقش جونگ سه را/زامبی/جین بو جا/ریچی (بو جا)/آسانیو (براساس بایگوجینگ)[۱۰]
- سونگ جونگ هو در نقش کانگ ده سونگ[۱۱]
- کیم جی سو در نقش چا اون/سو یون هی/نا چال نیو (براساس تیه شان گونگ‌ژو)[۱۲]
- سونگ جی رو در نقش سو بو ری
- لی ال در نقش ما جی یونگ[۱۳]
- کیم سونگ اوه در نقش لی هان جو[۱۴]
- سونگ هیوک در نقش پری عمومی زمستان و تابستان
- یون بو را در نقش آلیس/اوک ریونگ (براساس اسب اژدهای سفید)
- ایم یه جین در نقش پدلر (براساس گوانین)
- جونگ جه وون در نقش هونگ هه آه (براساس هونگ آی اِر)

### حضور افتخاری
- اوه یو می در نقش شبح معلم که ما وانگ از شرش خلاص شد (قسمت ۱)
- جونگ سانگ هیون در نقش قلدر سون می (قسمت ۱)
- سو جانگ هیون در نقش قلدر سون می (قسمت ۱)
- لی یونگ یی در نقش مادربزرگ جین سون می (قسمت ۱، ۳)
- کیم جی سونگ در نقش شبحی که برای از دست دادن ۳۰ کیلوگرم برای ادیشن جان باخت (قسمت ۱)
- کیم یون وو در نقش داور برنامه تلویزیونی «سوپراستار» (قسمت ۱)
- چوی ده سونگ در نقش پی‌دی ایستگاه پخش (قسمت ۱–۲، ۶)
- یو یون جونگ در نقش لی دا این (قسمت ۱)[۱۵]
- پارک سانگ هون در نقش اون سونگ، پسر تسخیرشده توسط شبح عروسک چوبی (قسمت ۱)
- بک سونگ هی در نقش زن تسخیرشده توسط عروس شبح عروسک چوبی (قسمت ۱)
- آهنگ اف.تی. آیلند، «Falling Star» (قسمت ۱)
- کانگ جه جون و لی اون هیونگ در نقش زوج تازه ازدواج کرده (قسمت ۲)
- مین سونگ ووک در نقش سِک‌جونگ‌کی (قسمت ۲)
- سون یونگ سون در نقش فروشنده خیابانی که پاپ‌کورن می‌فروخت (قسمت ۳)
- سو یون آه در نقش میجو، دخترعموی حاملهٔ سون می (قسمت ۳)
- جونگ جه اون در نقش عمهٔ مادری (قسمت ۳)
- جانگ گیون سوک در نقش گونگ جاک، یک روح پلید طاووس (قسمت ۳)
- کانگ سونگ پیل در نقش گانگستر (قسمت ۳–۴)[۱۶]
- هام نا یونگ در نقش آکیکو، روح ژاپنی (قسمت ۵، ۱۶)
- پارک سونگ ته در نقش کانگ میونگ جا (قسمت ۵، ۱۶)
- جو سونگ ها در نقش یک مرد که روزنامه‌ای می‌خواند (قسمت ۵)
- پارک سول گی در نقش خبرنگار (قسمت ۵)
- کیم می هه در نقش زن دل شکسته (قسمت ۶)
- بانگ سو جین از واساب در نقش پری دریایی (قسمت ۷)
- مایکل کی. لی در نقش جاناتان / بونگ سانگ وو (قسمت ۶–۸، ۱۰، ۱۲، ۱۵–۱۶)[۱۷]
  - کیم هیون بین در نقش جوانی جاناتان
- جوی آلبرایت در نقش تونی، شریک تجاری جاناتان (قسمت ۷)
- پارک نو شیک در نقش دوکچی (قسمت ۸)
- اوک یه رین در نقش هان بیول، دختر هان جو (قسمت ۹، ۱۵، ۲۰)
- کیم مین هو در نقش هان سول، پسر هان جو (قسمت ۹، ۱۵، ۲۰)
- اوه آه رین در نقش لی سو-جونگ (قسمت ۹–۱۰)
- چوی سونگ هون در نقش لی سو چول، برادر سو جونگ (قسمت ۹–۱۰، ۲۰)
- لی سو یون در نقش کتاب‌فروش (قسمت ۹–۱۰)
- کیم شی ها در نقش (قسمت ۱۱)
- سو اون وو در نقش (قسمت ۱۵)
- اوه یون آه در نقش ایگرت (قسمت ۱۶)
- کوم چه آن در نقش (قسمت ۱۸)

## تولید
در ژوئیه ۲۰۱۷، نقش اصلی سون اوه گونگ به پارک بوگوم پیشنهاد شد، اما در نهایت آن را رد کرد. چو جا-هیون در ابتدا برای نقش نا چال-نیو انتخاب شده بود اما به علت بارداری، کیم جی-سو جایگزین او شد.
این سریال، همکاری دوبارهٔ خواهران هونگ با چا سونگ وون، لی سونگ گی و لی هونگ-کی است، که به ترتیب در سریال‌های بزرگترین عشق (۲۰۱۱)، دوست‌دختر من یک گومیهو است (۲۰۱۰) و تو زیبایی (۲۰۰۹)، همکاری داشته‌اند. همچنین همکاری دوبارهٔ خواهران هونگ و کارگردان پارک هونگ-کیون نیز بود که در سریال‌های گرم و دنج (۲۰۱۵) و بزرگترین عشق (۲۰۱۱) با هم کار کرده بودند. همچنین لی سونگ گی و چا سونگ وون و سونگ جی رو در همگی محاصره شده‌اید (۲۰۱۴) بازی کرده بودند. 
در ۲۷ دسامبر، اعلام شد که کارگردان کیم جونگ-هیون به تیم تولید خواهد پیوست. سومین کارگردان، کیم بیونگ-سو در ۵ ژانویه ۲۰۱۸ ملحق شد.

## بازخورد
براساس داده‌های منتشر شده توسط نیلسن کره، ادیسهٔ کره‌ای در محدودهٔ زمانی پخش خود، شامل کانال‌های کابلی و شبکه‌های پخش عمومی، به‌عنوان پربیننده‌ترین برنامه برای اولین قسمت خود رتبه‌بندی شد. علاوه بر این، این مجموعه رکورد بیشترین امتیاز را برای اولین قسمت از یک درام تی‌وی‌ان در گروه سنی مخاطبان ۲۰–۴۹ ساله در نیلسن کره را شکست.

## مشاجره
در ۲۴ دسامبر ۲۰۱۷، پخش قسمت ۲ به‌طور مکرر با تبلیغات بلند تجاری قطع شد که در طی آن تی‌وی‌ان پیامی را نمایش داد که حاکی از این بود: «مسائل داخلی پخش این برنامه را به تأخیر انداختند». سپس پخش ادامه یافت اما بعد ناگهان قطع شد. تی‌وی‌ان عذرخواهی کرد و با صدور بیانه‌ای اعلام کرد که «یک تأخیر در روند گرافیک رایانه‌ای» وجود دارد و «نسخهٔ نهایی قسمت ۲، در ۲۵ دسامبر ساعت ۱۸:۱۰ (کی‌اس‌تی) روی آنتن خواهد رفت.»
این برنامه با جنجال دیگری روبرو شد، زمانی که مشخص شد یک عضو پرسنل پس از سقوط در صحنه به‌طور جدی مجروح شده‌است.

## ریتینگ
| فصل | فصل | شمارهٔ قسمت | شمارهٔ قسمت | شمارهٔ قسمت | شمارهٔ قسمت | شمارهٔ قسمت | شمارهٔ قسمت | شمارهٔ قسمت | شمارهٔ قسمت | شمارهٔ قسمت | شمارهٔ قسمت | شمارهٔ قسمت | شمارهٔ قسمت | شمارهٔ قسمت | شمارهٔ قسمت | شمارهٔ قسمت | شمارهٔ قسمت | شمارهٔ قسمت | شمارهٔ قسمت | شمارهٔ قسمت | شمارهٔ قسمت | میانگین |
| فصل | فصل | ۱          | ۲          | ۳          | ۴          | ۵          | ۶          | ۷          | ۸          | ۹          | ۱۰         | ۱۱         | ۱۲         | ۱۳         | ۱۴         | ۱۵         | ۱۶         | ۱۷         | ۱۸         | ۱۹         | ۲۰         | میانگین |
| --- | --- | ---------- | ---------- | ---------- | ---------- | ---------- | ---------- | ---------- | ---------- | ---------- | ---------- | ---------- | ---------- | ---------- | ---------- | ---------- | ---------- | ---------- | ---------- | ---------- | ---------- | ------- |
|     | ۱   | ن/م        | ن/م        | ۱٫۶۴۹      | ۱٫۸۳۶      | ۱٫۸۴۵      | ۲٫۰۸۴      | ۱٫۴۹۴      | ۱٫۹۱۴      | ۱٫۶۸۰      | ۱٫۹۵۵      | ۱٫۷۸۲      | ۱٫۷۶۷      | ۱٫۲۹۷      | ۱٫۸۶۵      | ۱٫۰۹۳      | ۱٫۲۸۴      | ۱٫۲۳۷      | ۱٫۶۲۷      | ۱٫۸۱۰      | ۲٫۱۱۵      | N/A     |

| قسمت | تاریخ پخش اصلی | میانگین سهم مخاطب | میانگین سهم مخاطب | میانگین سهم مخاطب | میانگین سهم مخاطب |
| قسمت | تاریخ پخش اصلی | AGB Nielsen       | AGB Nielsen       | TNmS              |                   |
| قسمت | تاریخ پخش اصلی | سراسر کشور        | سئول              | سراسر کشور        |                   |
| --- | -------------- | ----------------- | ----------------- | ----------------- | ----------------- |
| ۱ | ۲۳ دسامبر ۲۰۱۷ | ۵٫۲۹۰٪ (اول)      | ۵٫۹۳۳٪ (اول)      | ۴٫۹٪              |                   |
| ۲ | ۲۴ دسامبر ۲۰۱۷ | ۴٫۸۴۹٪ (اول)      | ۵٫۲۹۲٪ (اول)      | ۵٫۴٪              |                   |
| ۲ | ۲۵ دسامبر ۲۰۱۷ | ۵٫۶۲۳٪ (اول)      | ۶٫۶۵۹٪ (اول)      | ۶٫۲٪              |                   |
| ۳ | ۶ ژانویه ۲۰۱۸  | ۵٫۶۱۴٪ (اول)      | ۶٫۱۲۵٪ (اول)      | ۷٫۱٪              |                   |
| ۴ | ۷ ژانویه ۲۰۱۸  | ۶٫۰۶۰٪ (اول)      | ۶٫۴۳۹٪ (اول)      | ۷٫۰٪              |                   |
| ۵ | ۱۳ ژانویه ۲۰۱۸ | ۶٫۱۰۲٪ (اول)      | ۶٫۴۷۳٪ (اول)      | ۶٫۲٪              |                   |
| ۶ | ۱۴ ژانویه ۲۰۱۸ | ۶٫۹۴۲٪ (اول)      | ۷٫۷۴۹٪ (اول)      | ۷٫۲٪              |                   |
| ۷ | ۲۰ ژانویه ۲۰۱۸ | ۵٫۱۳۱٪ (اول)      | ۵٫۰۴۴٪ (اول)      | ۶٫۱٪              |                   |
| ۸ | ۲۱ ژانویه ۲۰۱۸ | ۵٫۸۲۲٪ (اول)      | ۵٫۹۴۹٪ (اول)      | ۶٫۴٪              |                   |
| ۹ | ۲۷ ژانویه ۲۰۱۸ | ۵٫۰۵۴٪ (اول)      | ۵٫۵۳۹٪ (اول)      | ۵٫۸٪              |                   |
| ۱۰ | ۲۸ ژانویه ۲۰۱۸ | ۶٫۲۷۱٪ (اول)      | ۶٫۹۸۷٪ (اول)      | ۶٫۶٪              |                   |
| ۱۱ | ۳ فوریه ۲۰۱۸   | ۵٫۷۰۵٪ (اول)      | ۵٫۷۰۲٪ (اول)      | ۶٫۵٪              |                   |
| ۱۲ | ۴ فوریه ۲۰۱۸   | ۵٫۶۰۵٪ (اول)      | ۶٫۱۲۲٪ (اول)      | ۶٫۱٪              |                   |
| ۱۳ | ۱۰ فوریه ۲۰۱۸  | ۴٫۳۹۷٪ (اول)      | ۴٫۳۶۵٪ (دوم)      | ۵٫۰٪              |                   |
| ۱۴ | ۱۱ فوریه ۲۰۱۸  | ۵٫۵۱۷٪ (اول)      | ۵٫۸۱۰٪ (اول)      | ۶٫۲٪              |                   |
| ۱۵ | ۱۷ فوریه ۲۰۱۸  | ۳٫۵۸۶٪ (دوم)      | ۳٫۵۱۶٪ (دوم)      | ۴٫۵٪              |                   |
| ۱۶ | ۱۸ فوریه ۲۰۱۸  | ۴٫۲۵۰٪ (اول)      | ۴٫۵۶۵٪ (اول)      | ۴٫۶٪              |                   |
| ۱۷ | ۲۴ فوریه ۲۰۱۸  | ۳٫۸۲۱٪ (دوم)      | ۳٫۸۱۹٪ (اول)      | ۵٫۰٪              |                   |
| ۱۸ | ۲۵ فوریه ۲۰۱۸  | ۵٫۴۷۲٪ (اول)      | ۵٫۷۰۸٪ (اول)      | ۶٫۲٪              |                   |
| ۱۹ | ۳ مارس ۲۰۱۸    | ۵٫۹۴۵٪ (اول)      | ۶٫۲۰۵٪ (اول)      | ۶٫۸٪              |                   |
| ۲۰ | ۴ مارس ۲۰۱۸    | ۶٫۸۸۱٪ (اول)      | ۶٫۹۲۴٪ (اول)      | ۷٫۴٪              |                   |
| میانگین | میانگین        | ۵٫۴۱۵٪            | ۵٫۷۱۳٪            | ۶٫۱٪              |                   |
| - در جدول بالا، اعداد آبی کمترین رتبه را دارند و اعداد قرمز بیشترین رتبه را نشان می‌دهند. - این درام از یک کانال کابلی/پولی تلویزیون پخش می‌شود که در مقایسه با تلویزیون آزاد/پخش کننده‌های عمومی (اس‌بی‌اس، کی‌بی‌اس، ام‌بی‌سی و ئی‌بی‌اس) به طور معمول مخاطبان نسبتاً کمتری دارد. |                |                   |                   |                   |                   |

## یادداشت
1. ↑  در ۲۴ دسامبر ۲۰۱۷، قسمت ۲ به علت «مسائل داخلی» به طور کامل پخش نشد و روز بعد در ساعت ۱۸:۱۰ (کی‌اس‌تی) دوباره پخش شد.
2. ↑  قسمت‌های ۳ و ۴ که قرار بود به ترتیب در ۳۰ و ۳۱ دسامبر ۲۰۱۷ پخش شوند، یک هفته عقب افتادند تا به تیم تولید زمان برای کار بر روی گرافیک کامپیوتری را بدهد،[۳۱] و همچنین فرآیند تولید این برنامه را ارزیابی کنند.[۳۲][۳۳]